# William Goebel
William Justus Goebel, född 4 januari 1856 i Sullivan County, Pennsylvania, död 3 februari 1900 i Frankfort, Kentucky, var en amerikansk demokratisk politiker. Han blev dödligt sårad den 30 januari 1900 och tillträdde sedan som Kentuckys guvernör den 31 januari 1900, ett ämbete han innehade fram till sin död den 3 februari 1900.
Goebels föräldrar var tyska invandrare och han talade enbart tyska fram till femårsåldern. År 1877 avlade han juristexamen vid University of Cincinnati och arbetade sedan som advokat i Kentucky. Han tillträdde 1887 som ledamot av Kentuckys senat. I delstatens senat arbetade han för arbetstagarnas rättigheter och för avskaffandet av lotterier och biljardrum. Han var en mycket kontroversiell gestalt, inte minst efter att han dödade bankiren och före detta konfedererade militären John Lawrence Sanford i Covington. Goebel var motståndare till storföretagens makt och Sanford hade förlorat pengar på grund av lagstiftningen som Goebel hade fått igenom i Kentuckys senat. Dessutom hade Goebel hånat Sanford i ett brev. Fejden slutade med att Goebel sköt Sanford i självförsvar efter att han förmodade att bankiren höll på att dra fram sin pistol. Förmodandet var korrekt och Sanford lyckades före sin död avfyra ett skott mot Goebel som snuddade vid honom. Goebel stödde William Jennings Bryans populistiska linje i silverfrågan, vilken ståndpunkt ledde till en brytning med John G. Carlisle och andra förespråkare av guldmyntfoten. Goebel var dessutom en förespråkare av afroamerikanernas och kvinnornas medborgerliga rättigheter.
Republikanen William S. Taylor besegrade Goebel i guvernörsvalet 1899 mycket knappt. Den 12 december 1899 tillträdde Taylor sedan som guvernör, medan Goebel överklagade valresultatet på grund av valfusk. Goebel utsågs i januari 1900 till valets segrare. Han hade blivit mordhotad av motståndarna men valde att tillträda som guvernör i vilket fall som helst. Den 30 januari 1900 blev han dödligt sårad vid ingången till Kentucky State House. Den 31 januari avsattes Taylor officiellt och Goebel utsågs till ny guvernör men han avled redan den 3 februari 1900. Demokraten J.C.W. Beckham tillträdde sedan som guvernör. Taylor försökte överklaga appellationsdomstolens domslut i tvisten om guvernörsvalet 1899 till USA:s högsta domstol som inte tog fallet till behandling.
Taylor anklagades för inblandning i konspirationen bakom mordet på Goebel. Han benådades år 1909 av guvernör Augustus E. Willson efter att ha flytt till Indiana på grund av rättegången mot honom. Henry Youtsey dömdes till livstids fängelse för mordet på Goebel och benådades först efter flera år i fängelse. Han hade vittnat mot andra förmodade konspiratörer. Det förblev oklart vem som sist och slutligen hade avfyrat det dödliga skottet mot Goebel.